# Игнатов, Илья Николаевич
Илья́ Никола́евич Игна́тов (23 января 1856 — 25 апреля 1921) — русский литературный критик, публицист, театровед. Младший брат революционера В. Н. Игнатова.

## Биография
Из семьи богатого купца 1-й гильдии. Окончив 2-ю московскую гимназию (1874), поступил на медицинский факультет Московского университета. В 1875 году перешёл в петербургскую Медико-хирургическую академию. Народник, в 1875—1877 годах близкий к Г. В. Плеханову; вёл пропаганду в Таврической и Екатеринославской губерниях и в Москве. В июле 1877 года был арестован в Москве по делу Общества друзей и после полутора лет одиночки в конце 1878 года сослан под гласный надзор полиции в Вятскую губернию, где с ноября 1880 года по июнь 1882 года отбывал воинскую повинность рядовым в 88-м резервном батальоне.
В конце 1882 года выехал в Неаполь к больному брату, в Женеве участвовал в учредительных совещаниях группы «Освобождение труда», в которую, однако, в отличие от брата, не вступил, отказав и в денежной поддержке, в дальнейшем сторонился революционеров. С осени 1883 года Игнатов поступил на медицинский факультет Парижского университета, который окончил в 1887 году. Изучал французскую литературу и театр.
Вернувшись в Россию (1888), получил медицинский диплом в Московском университете и стал земским врачом в Можайске, Московской губернии. Литературную деятельность начал в 1886, поместив несколько статей в сборнике в память столетия Вятской губернии и очерки: «Типы латинского квартала» в «Вестнике Европы» (№ 10 и 11).
С 1893 года, оставив практику, принял деятельное участие в «Русских ведомостях», где стал помощником редактора, помещал рассказы и критические фельетоны. Также писал статьи о театре, библиографические отзывы и др. Отдельным изданием напечатал в 1899 году сборник рассказов — «Роман в тюрьме», под псевдонимом И. Астахов. В итальянском журнале «Rivista moderna di Cultura» поместил ряд статей о современной ему русской литературе, о Толстом и др. По своим литературным взглядам примыкал к публицистической школе русской критики, но это не мешало ему отмечать наличие литературного таланта в произведениях представителей в общем не симпатичных ему «новых течений» — символизма, декадентства и т. д.